# Trabzon (provins)

Lägeskarta för provinsen Trabzon

Trabzon (Trapezunt, Trebizond; grekiska (historiskt namn): Τραπεζούντα, Trapezoúnta) är en provins på Turkiets nordkust mot Svarta havet. Trabzon är provinsens huvudort.
Trabzon angränsar till provinserna Giresun i väst, Gümüşhane i sydväst, Bayburt i sydöst och Rize i öst.

## Historia
Staden Trabzon grundade av grekiska kolonister från Sinope. Staden var en viktig hamnstad under antiken och i Bysantinska riket. 1204, i samband med att fjärde korståget ockuperade Konstantinopel, bildades kring dagens provins kejsardömet Trabzon. 1461 inkorporerade Mehmet II Trabzon i Osmanska riket. Provinsen hade först status som sanjak därefter som eyalet och först 1868 blev den en vilayet.

## Distrikt
I provinsen Trabzon finns sjutton distrikt (turkiska: ilçe) förutom det centrala distriktet som har samma namn som provinsen. Beşikdüzü och Şalpazarı blev distrikt 1988 och Çarşıbaşı, Düzköy, Köprübaşı, Dernekpazarı och Hayrat 1990.
Nio av underprovinserna ligger längs med den 114 kilometer lång kusten (från väst till öst):
- Beşikdüzü
- Vakfıkebir
- Çarşıbaşı
- Akçaabat
- Yomra
- Arsin
- Araklı
- Sürmene
- Of

De övriga underprovinserna i inlandet är:
- Tonya
- Düzköy
- Şalpazarı
- Maçka
- Köprübaşı
- Dernekpazarı
- Hayrat
- Çaykara